# Cistercijani
Cistercijani tudi cistercijanci (lat. Ordo cisterciensis = Cistercianski red), kratica (OCist.), so pripadniki reformirane veje benediktinskega reda, ki jo je v Franciji utemeljil sv. Robert.
Ime imajo po matični opatiji v kraju Citeaux (latinsko: Cistercium) v Franciji. 

## Ustanovitev in pravila reda
Leta 1089 je sv. Robert v Cisteauxu ustanovil prvi samostan reda. Reformo sta nadaljevala sv. Alberik in sv. Štefan Harding, ki sta sestavila cistercijansko pravilo (Charta Caritatis). K organizaciji in širjenju reda je največ prispeval sv. Bernard iz Clairvauxa. Cistercijansko pravilo obnavlja strogost prvotnega benediktinskega življenja. Predpisuje skupno ohranjanje pravil za ves red. Vsi opati morajo enkrat letno priti na skupni kapitelj v Cisteaux. Vizitacije spoštujejo neodvisnost vsakega samostana, zagotavljajo pa podrejenost matični opatiji. Konverzi postanejo enakopravni člani skupnosti. Cistercijani nosijo bel habit s črnim škapulirjem. Samostan, ki ima status opatije vodi opat, priorat pa prior. Istočasno je nastala ženska veja reda (cistercijanke).

## Zgodovina reda
V 12. stoletju so Cistercijani doživljali duhovni, kulturni in gospodarski razcvet. Razvili so posebno cistercijansko duhovnost, poenoteno arhitekturo in estetska načela v umetnosti. Iz Francije so se razširili po vse prostoru zahodnega krščanstva, okoli leta je delovalo približno 500 cistercijanskih samostanov. V 14. in 15. stoletju je red stagniral, posebej zato, ker so državne in cerkvene oblasti imenovale zunanje upravitelje opatij (komenda). V dobi reformacije so protestantski vladarji konfiscirali opatijske posesti in ukinili opatije. Med katoliško prenovo (17. stoletje) so se cistercijani razdelili na cistercijane splošne observance (trapiste) in cistercijane stroge observance (Fejatince). V Francijo so se ponovno vrnili v 19. stoletju. Danes delujejo v Franciji, Belgiji, Španiji, Angliji , Italiji, Poljski in ZDA ter v Stični v Sloveniji. Več drugih slovenskih cisterc je opuščeno. Kostanjeviška je po jožefinskih reformah in požigu med drugo svetovno vojno obnovljena v galerijo.